# آلکایوس ۱۲۶۰۷
سیارک ۱۲۶۰۷ (به انگلیسی: 12607 Alcaeus، نامگذاری:2058P-L) دوازده هزار و ششصد و هفتمین سیارک کشف شده‌است که در ۲۴ سپتامبر ۱۹۶۰ کشف شد.